# CJ ENM 성우극회
CJ ENM 성우극회는 투니버스 성우극회 홈페이지 이름이다. 1995년에 설립된 투니버스의 성우들의 극회이다. 투니버스 성우로 각 채널에서의 목소리를 담당하고 있다. 3년간의 전속 기간 후 프리랜서로 활동하게 되었으나, 8기 때부터는 전속 기간이 2년으로 줄었다.
투니버스 성우극회로 시작되었으며, 투니버스가 온미디어로 합병되자 현재 명칭으로 변경하였다. 이후 온미디어가 CJ ENM으로 피흡수합병된 이후에도 투니버스 채널에서 주로 활동하기에 현 명칭을 유지하고 있다.

## 개요
1995년 투니버스의 개국과 함께 설립된 성우극회이며 1995년 3월 케이블 방송이 첫 전파되었던 이래 사상 처음으로 설립된 케이블 방송계 성우극회이기도 하다. 당시 케이블의 인지도가 지상파 방송(한국방송, 문화방송, 서울방송(현재의 SBS), 교육방송)에 비해서 낮았던 편이라 지상파 방송계 성우극회와는 달리 유명세가 적었던 편이었다. 또한 전문 내용을 위주로 방송하는 케이블 채널의 특성 때문에 지상파 방송 출신 계열 성우들과는 다르게 투니버스의 특성상 애니메이션 참여를 위주로 하였으며 프리랜서가 된 이후에는 지상파 채널에도 투입되어서 다종다양한 매체에 참여하기도 한다. 2002년 대원방송 계열(애니원, 챔프, 애니박스) 개국 이후에는 출신 프리랜서 성우들이 이 곳에서 방송되는 애니메이션에도 출연하고 있으며 2008년 대원방송 성우극회가 설립된 이후에도 대원방송 성우극회 출신 성우들과 출연하고 있다.

## 특색
- 1995년 1기부터 1997년 3기까지는 성우 숫자가 상당히 적었기 때문에 공채를 1년마다 실시했으나, 1997년 3기 이후로는 공채가 3년으로 늘었으며, 전속 기간 역시 3년이다. 현재 가장 최근의 공채는 2021년에 실시된 11기이다.
- 투니보이스 성우극회로 입사해 전속으로 활동하던 일부 성우들이 KBS, MBC 성우극회로 다시 입사하는 사례가 2000년대 초반[3]까지 빈번했었는데, 그 당시에는 KBS, MBC 성우극회 출신들이 지상파의 외화, 영화 더빙 참여가 더 많았기 때문이다. 2000년대 이후, 애니메이션 채널이 증가하고 지상파 더빙 수요가 급감하면서 투니보이스 성우극회 소속 성우가 타 극회로 옮겨가는 사례는 아직 없는 상황이다.
- 다만 이번에 뽑은 8기 성우들 중에는 EBS 성우극회 22기 소속이었던 김한신이 EBS 성우극회를 탈퇴하고 새롭게 들어와서, 한신이라는 예명으로 활동하게 되었다.

## 임원 구성
- 극회장 : 정승욱(1대) - 이주창(2대) - 손종환(3대) - 김나연(4대) - 최재호(5대) - 김장(6대) - 김선혜(7대) - 김광국(8대)
- 부회장 : 선호제 - 이소은 - 김현심
- 총무 : 김국진 - 김정훈 - 이호산
- 회계 : 권성혁 - 김신우 - 이새벽
- 감사 : 시영준 - 정유정 - 손수호

## 연혁 및 명단
굵은 글씨는 해당 기수의 최연장자.
| 기수&년도&프리랜서 활동 시기     | 남자 성우                                      | 여자 성우                                      | 총인원         |
| -------------------------------- | ---------------------------------------------- | ---------------------------------------------- | -------------- |
| 1기(1995년 12월 1일) 1998년 10월 | 정승욱, 최재익, 최준영                         | 김나연, 양정화, 이계윤, 이동은, 이지영, 이현진 | 9명            |
| 2기(1996년 10월) 1999년          | 김기철, 이병욱, 이주창, 최재호                 | 김선희, 류점희, 박경혜, 박선영                 | 8명 (현 5명)   |
| 3기(1997년 10월) 2000년          | 김장, 서윤선, 손종환, 표영재                   | 김효선, 윤여진, 이자명, 전혜수, 채의진         | 9명 (현 7명)   |
| 4기(2000년 4월) 2003년           | 김광국, 김태준, 박만영, 방성준, 시영준, 정우석 | 김선혜, 여민정, 전숙경, 정선혜, 한신정, 한채언 | 12명 (현 10명) |
| 5기(2003년 3월) 2006년           | 김기흥, 신용우, 현경수, 홍범기                 | 이용신, 이희수, 정유미, 정혜옥, 주자영         | 9명 (현 7명)   |
| 6기(2005년 5월) 2009년           | 김석필, 박서준, 이호준, 최승훈, 최준호         | 김현심, 김보영, 김현지, 안영미, 이소은         | 10명           |
| 7기(2009년 4월) 2012년           | 강호철, 김국진, 선호제, 소정환                 | 김새해, 김영은, 김율, 박리나, 정혜원           | 9명            |
| 8기(2012년 4월) 2014년           | 권성혁, 김명준, 김정훈, 한신                   | 김채하, 방연지, 여윤미, 임윤선                 | 8명            |
| 9기(2015년 4월) 2017년           | 김신우, 김지율, 손수호                         | 김가령, 이새벽, 정유정                         | 6명            |
| 10기(2018년 4월) 2020년          | 강성우, 김다올, 이상호, 홍승효                 | 강새봄, 김도희, 박시윤, 유영                   | 8명            |
| 11기(2021년 4월) 2022년          | 김동현, 김윤기, 이우리, 황동현                 | 박이서, 유혜지, 이달래, 채림                   | 8명            |

## 이적
- 박선영, 김기철 - 1996년 10월 공채 2기 출신, 1997년 MBC 14기로 재입사.
- 채의진, 표영재 - 1997년 공채 3기 출신, 1999년 11월 MBC 15기로 재입사.
- 방성준 - 2000년 4월 공채 4기 출신, 2002년 MBC 16기로 재입사.
- 전숙경 - 2000년 4월 공채 4기 출신, 2002년 KBS 29기로 재입사.

## 퇴직
- 이희수 - 2003년 3월 공채 5기 출신, 2005년 퇴직.
- 주자영 - 2003년 3월 공채 5기 출신, 2010년 활동이 없음.

## 관련 참고
- CJ ENM
- 투니버스
- 한국성우협회